# Смирна (Јужна Каролина)
Смирна (енгл. Smyrna) град је у америчкој савезној држави Јужна Каролина.

## Демографија
По попису из 2010. године број становника је 45, што је 14 (-23,7%) становника мање него 2000. године.
| Група             | 2000.      | 2010.       |
| Белци             | 54 (91,5%) | 45 (100,0%) |
| Афроамериканци    | 5 (8,5%)   | 0 (0,0%)    |
| Азијати           | 0 (0,0%)   | 0 (0,0%)    |
| Хиспаноамериканци | 0 (0,0%)   | 0 (0,0%)    |
| Укупно            | 59         | 45          |